# Liste der Naturdenkmale in Neuenrade
Die Liste der Naturdenkmale in Neuenrade enthält die Naturdenkmale in Neuenrade im Märkischen Kreis in Nordrhein-Westfalen.

## Naturdenkmale
| Bild           | Bezeichnung         | Ortsteil  | Lage                                                      | Bemerkung | Unter Schutz gestellt seit | Nummer            |
| -------------- | ------------------- | --------- | --------------------------------------------------------- | --- | -------------------------- | ----------------- |
| weitere Bilder | Gerichtslinde       | Neuenrade | Am Wall/ Parkanlage (51° 16′ 52,7″ N, 7° 46′ 54,3″ O)     | Bei der Gerichtslinde handelt es sich um eine 18 Meter hohe Sommer-Linde (Tilia platyphyllos) mit einem geschätzten Alter von über 900 Jahren und einem Stammumfang von 6,20 Meter (2020). |                            | Neuenrade 226/057 |
|                | Linde an der Kirche | Neuenrade | Erste Straße 14/Am Wall (51° 16′ 53,5″ N, 7° 46′ 51,6″ O) | Linde südwestlich der Evangelischen Kirche Neuenrade. |                            | Neuenrade 222/051 |